# دوائر في غابة (فلم)
دوائر في غابة (بالإنجليزية: Circles in a Forest) هو فيلم درامي جنوب أفريقي صدرَ عام 1989 من إخراج ريغاردت فان دين بيخ وبطولة إيان بانين وبريون جيمس وجو ستيواردسون. الفيلم مقتبسٌ من رواية تحملُ نفس العنوان للكاتب والمُؤلِّف الجنوب أفريقي دالين ماتي.

## القصّة
يُصادق شاول برنارد فيلًا عندما كان طفلاً، ثم يعود لاحقًا لإنقاذه كرجل.

## طاقم التمثيل
- إيان بانين في دور ماكدونالد
- برون جيمس في دور السيد باترسون
- دوريت بوتجيتر في دور جين
- جو ستيواردسون في دور جورام بارنارد
- جودي تروت في دور كيت ماكدونالد
- أرنولد فوسلو في دور شاول برنارد